# Paraphisis chopardi
Paraphisis chopardi is een rechtvleugelig insect uit de familie sabelsprinkhanen (Tettigoniidae). De wetenschappelijke naam van deze soort is voor het eerst geldig gepubliceerd in 1991 door Jin, Kevan & Hsu.